# Daniel Kramer (Jazzpianist)

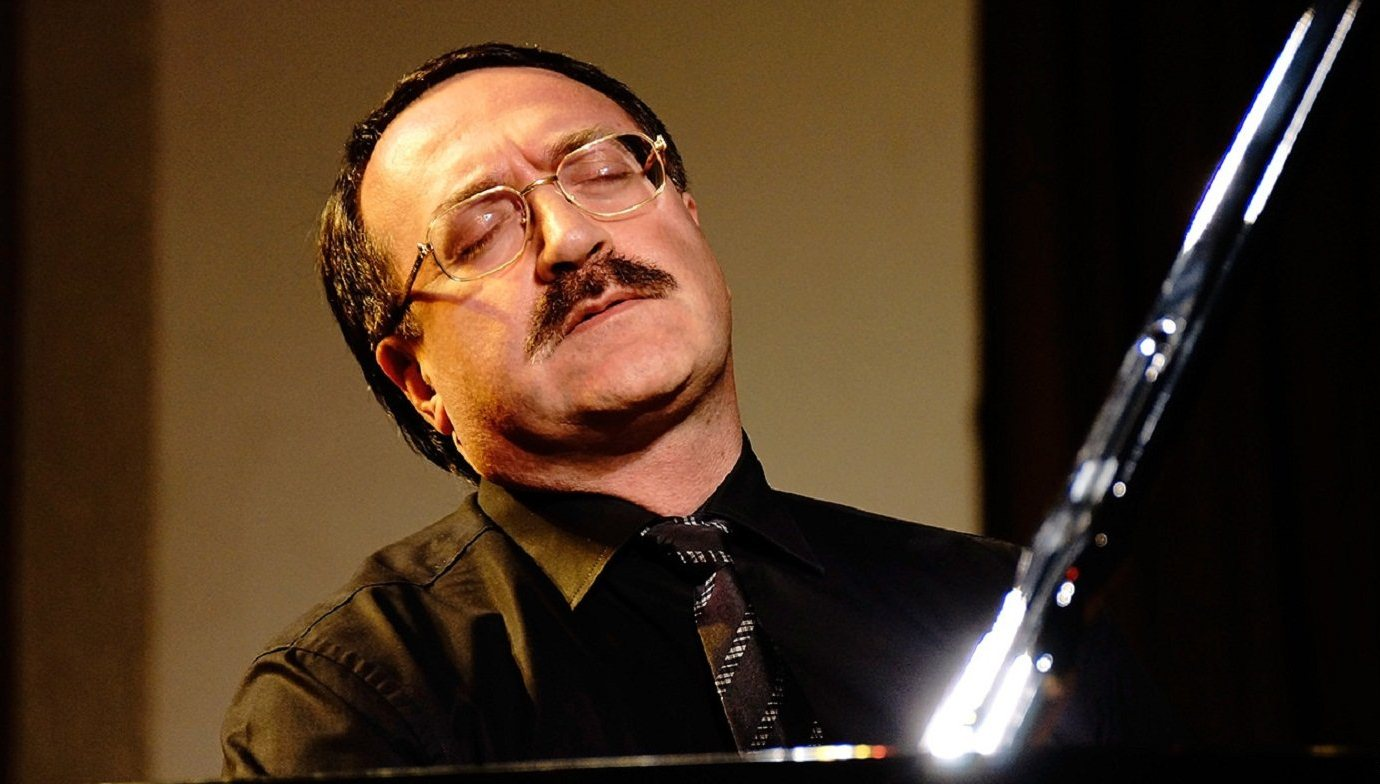
Daniel Kramer

Daniel Kramer, russisch Даниил Крамер, (* 1960 in Charkiw) ist ein ukrainisch-russischer Jazzpianist.

## Leben und Wirken
Kramer wurde zunächst auf dem musischen Gymnasium seiner Heimatstadt als klassischer Pianist ausgebildet. Bis 1983 studierte er am Gnessin-Institut in Moskau bei E. Y Liberman, dem Nachfolger von Heinrich Neuhaus, wobei er sich nach einem Konzert von Leonid Chizhik zunehmend für Jazz interessierte. 1982 nahm er an einem Wettbewerb für Jazzimprovisatoren in Vilnius teil und errang den ersten Preise. Ab 1983 lehrte er selbst an der Gnessin-Akademie, arbeitete aber auch als Solist mit den Moskauer Philharmonikern. Seit 1984 trat er zunehmend als Jazzmusiker auf allen sowjetischen Festivals auf, seit 1988 auch im europäischen Ausland, aber auch in den Vereinigten Staaten und China. Unter anderem trat er beim Münchner Klaviersommer, beim finnischen Baltic Jazz und auch beim australischen Manly Jazz Festival auf. Mit Didier Lockwood konzertierte er beim Rheingau Musik Festival. Kramer trat auch im Crossover-Bereich mit Sinfonieorchestern und klassischen Streichquartetten auf. Auch tourte er mit dem Sänger Philipp Weiss. In seinen Solokonzerten mischt er verschiedene Genre des Jazz vom traditionellen bis zum Modern Jazz.
Nachdem Kramer an der Gnessin-Akademie zum Professor ernannt wurde, lehrte er an der Jazzabteilung der Stasov-Musikschule in Moskau. 1994 eröffnete er die Klasse für Jazzimprovisation am Moskauer Staatlichen Konservatorium.

## Preise und Auszeichnungen
1997 wurde Kramer mit dem Titel „Verdienter Künstler Russlands“, 2012 mit dem Titel "Volkskünstler Russlands" ausgezeichnet. 2002 wurde ihm als erstem Jazzmusiker der Gustav-Mahler-Preis der in Prag ansässigen European Union of Artists verliehen.

## Diskographische Hinweise
- Vahagn Hayrapetyan & Daniel Kramer Live in Yekaterinburg (2013)
- Jazz Games (Solo, 2009)
- Kramer / Goods / Butman (2008)
- Alexander Fisher / Daniel Kramer Hi, Pite! (2001)
- Imagine (1999, mit dem Glinka-Quartett)